# تاتسومي سوتومي
تاتسومي سوتومي (باليابانية: 早乙女 達海) (مواليد 22 يونيو 1999) هو لاعب كرة قدم ياباني.

## وصلات خارجية
- تاتسومي سوتومي على موقع رابطة كرة القدم اليابانية للمحترفين (اليابانية)
- تاتسومي سوتومي على موقع Soccerway.com (الإنجليزية)
- تاتسومي سوتومي على موقع عالم كرة القدم.نت (الإنجليزية)